# Vinzaglio
Vinzaglio (piemontiul: Vinsàj) település Olaszországban, Piemont régióban, Novara megyében. Lakosainak száma 518 fő (2023. január 1.). Vinzaglio Borgo Vercelli, Casalino, Confienza, Palestro és Vercelli községekkel határos.

## Népesség
A település lakossága az elmúlt években az alábbi módon változott:
| Lakosok száma | 565  | 575  | 518  |
|               | 2017 | 2018 | 2023 |